# Тобіно (Ленінградська область)
То́біно (рос. Тобино) — село в Кіровському районі Ленінградської області, Росія.